# Stettfeld
Stettfeld település Németországban, azon belül Bajorországban. Lakosainak száma 1096 fő (2023. december 31.).

## Népesség
A település népessége az elmúlt években az alábbi módon változott:
| Lakosok száma | 757  | 995  | 1036 | 1141 | 1126 | 1143 | 1140 | 1166 | 1129 | 1096 |
|               | 1875 | 1950 | 1970 | 2011 | 2013 | 2014 | 2016 | 2019 | 2021 | 2023 |